# گبری قلعه
گبری قلعه مربوط به دوره ساسانیان - دوران‌های تاریخی پس از اسلام است و در گنبد کاووس، ۱۵ کیلومتری شرق شهر واقع شده و این اثر در تاریخ ۲۹ دی ۱۳۵۳ با شمارهٔ ثبت ۱۰۱۸ به‌عنوان یکی از آثار ملی ایران به ثبت رسیده است.